# Wolf Wilhelm Friedrich von Baudissin
Wolf Wilhelm Friedrich Graf von Baudissin (Kiel, 26 settembre 1847 – Berlino, 6 febbraio 1926) è stato un teologo tedesco.

## Biografia
Baudissin studiò teologia e orientalistica a Berlino, Erlangen, Lipsia e Kiel, conseguendo il dottorato nel 1870 a Lipsia, dove lavorò anche come privat-docent dal 1874 al 1876. Nel 1876 fu nominato professore associato di teologia presso l'Università di Strasburgo, e quattro anni dopo ottenne una cattedra completa.
Nel 1881 divenne professore di esegesi, in particolare dell'Antico Testamento, presso l'Università di Marburgo, dove rimase fino al 1900. Dal 1900 al 1921 fu professore presso l'Università di Berlino.
Il teologo Franz Delitzsch (1813-1890) e l'orientalista Heinrich Leberecht Fleischer (1801-1888) furono grandi influenze nella sua carriera.
Baudissin era una figura di spicco del Religionsgeschichtliche Schule (Scuola di storia religiosa). Egli è in gran parte ricordato per le sue opere che coinvolgono l'analisi di varie religioni semitiche, al fine di chiarire il significato religioso dell'Antico Testamento.

## Pubblicazioni principali

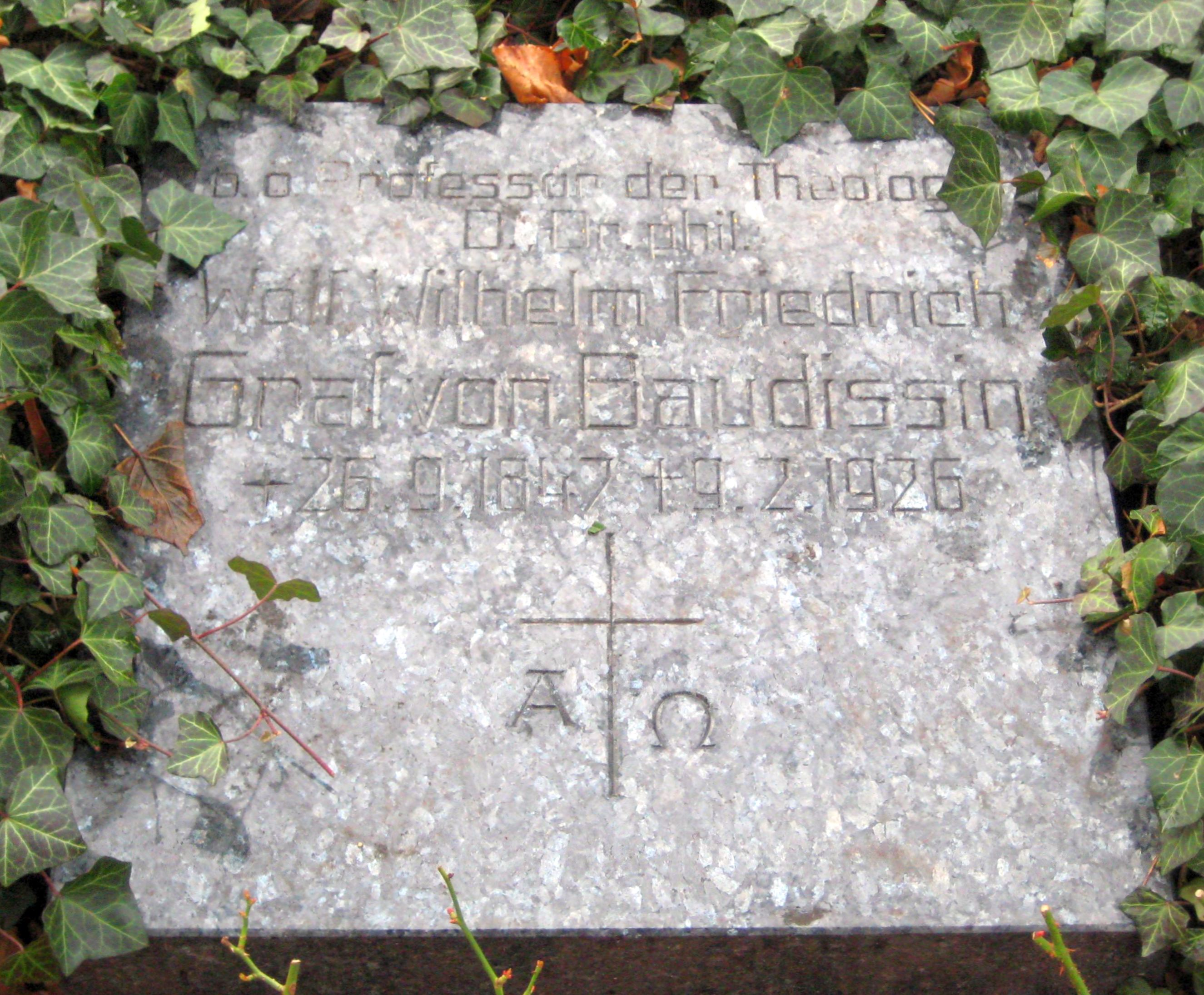
Tomba di Wolf Wilhelm Friedrich von Baudissin a Berlino

- Translationis antiquæ arabicæ libri Jobi quæ supersunt nunc primum edita (Leipsic, 1870).
- Eulogius und Alvar, ein Abschnitt spanischer Kirchengeschichte aus der Zeit der Maurenherrschaft (1872).
- Jahve et Moloch, sive de ratione inter deum Israelitarum et Molochum intercedente (1874).
- Studien zur semitischen Religionsgeschichte (two volumes, 1876–1878).
- Die Geschichte des alttestamentlichen Priesterthums untersucht (1889).
- August Dillmann (1895).
- Einleitung in die Bücher des Alten Testaments (1901).
- Esmun-Asklepios (Giessen, 1906).